# Флодоард
Флодоард Реймський (фр. Flodoard de Reims; 893/894 — 28 березня 966) — церковний діяч Французького королівства, історик-хроніст, поет.

## Життєпис
Народився в Еперне 893 або 894 року. Здобув гарну освіту в школі при Реймському соборі. В цей час виявляє інтерес до історії франків. Становиться каноніком Реймського собору. Мав значний вплив за реймських архієпископів Герівея та Сеульфа.
У 925 році, коли новим архієпископом став Гуго, син графа Герберта II де Вермандуа, вступив у конфлікт з останнім. В результаті втратив вплив та бенефіції. У відповідь підтримав кандидатуру Артольда, якого архієпископом Реймським затвердив король Рауль Каролінг.
У 932 році після затвердження Артольда на кафедрі Фродоальд відновлює своє становище. 936 року вирушає посланцем до папи римського Льва VII. Але 940 року, коли Герберт II знову захопив Реймс, намагався не вступати у конфронтацію з останнім. Втім у жовтні того ж року Флодоарда було арештовано. 941 року його було звільнено. Того ж року брав участь в церковному синоді у м. Суассон, де за посередництва Гуго Великого замирився з архієпископом Гуго де Вермандуа. В результаті останній відновив Флодоарда на посаді каноніка, повернув бенефіції, до яких надав нові. Невдовзі призначається головним архівістом Реймського діоцезу. 948 року брав участь у соборі в Інгельгельмі. Того ж року на кафедру архієпископа повертається Артольд, при якому Фродоальд стає головним радником.
951 року обирається єпископом Нуайона. 952 року втрачає посаду головного радника реймського архієпископа, а 953 року — кафедру Нуайона. Невдовзі віддалився до монастиря, де займався завершенням історичних хронік. 963 року відмовляється від посади каноніка на користь свого небожа Фродоальда. Помер 966 року.

## Творчість
Є автором ґрунтовної праці «Історія Реймської церкви в трьох книгах» («Historiae Remensis Ecclesiae Libri III»), складеною латиною. Вона охоплює події від діяльності Св. Ремігія до архієпископа Артольда. Під час її складання використовував «Сен-Бертенські аннали».
Іншою значною працею є «Аннали», де представлено події Іль-де-Франса, Нормандії, Реймського діоцеза, Лотарингії, Східно-Франкського королівства, Італії. Події охоплюють 919—966 роки. До 948 року події фіксуються детально, надалі відбуваються помилки та порушення хронології.
Також в доробку є релігійна поема «Тріумфи Христа» (De triumphis Christi), що складається з 20 тис. рядків. Зображує, як Христос тріумфував зі своїми святими в Палестині, Антіохії, Римі та на Заході.